# Guiena
|  | Aquest article tracta sobre el territori europeu. Si cerqueu els territoris de l'Amèrica del Sud, vegeu «Guaiana». |

La Guiena (en occità: Guiana [giˈanɔ], en francès: Guyenne [gɥijɛn]) és una regió occitana que comprèn els territoris de la vall de la Garona, i que limita al nord amb el Llemosí i l'Alvèrnia, al sud amb la Gascunya i al sud-est amb el Llenguadoc.

## Distribució
Segons la proposta de divisió territorial d'Occitània del diari Jornalet, basada en l'obra de Frederic Zégierman Le Guide des pays de France, la Guiena seria una de les vuit regions occitanes, que contindria 5 subregions i fins a 35 parçans (comarques occitanes):
- Agenès - Agenés: (3 parçans).
- Bordelès - Bordalés (5 parçans).
- Carcí - Carcin (9 parçans)
- Perigord - Peiregòrd (8 parçans)
- Roergue - Roergue (10 parçans)

La Guiena correspon als actuals departaments francesos de Gironda, Dordonya i Òlt i Garona (a la regió de Aquitània) i Òlt i Avairon (a la regió d'Occitània).

## Toponímia
El nom potser prové de la deformació del d'Aquitània que va passar per l'estadi «Aguiaina» (en gascó) als segles xii i xiii, la «a» inicial desaparegué a poc a poc: Aquitania →; *Aguidaina →; l'Aguienne →; la Guienne. La grafia «Guyenne» no apareix més que després de la vinculació al regne de França Guiana és la forma del nom Aquitaine que va ser de lluny el més usat per les poblacions locals del segle xiii al XVIII. Aquitània apareixia com un terme més arcaïtzant i més cultivat mentre Guiana era el nom que corria de la província. Aquesta antiga província del sud-oest de França tenia per capital Bordeus i es confon amb l'Aquitània en tant que regió al nord-est de Gascunya. El terme va designar llavors el conjunt de les possessions continentals del rei d'Anglaterra, després del Tractat de París (1259).

## Límits

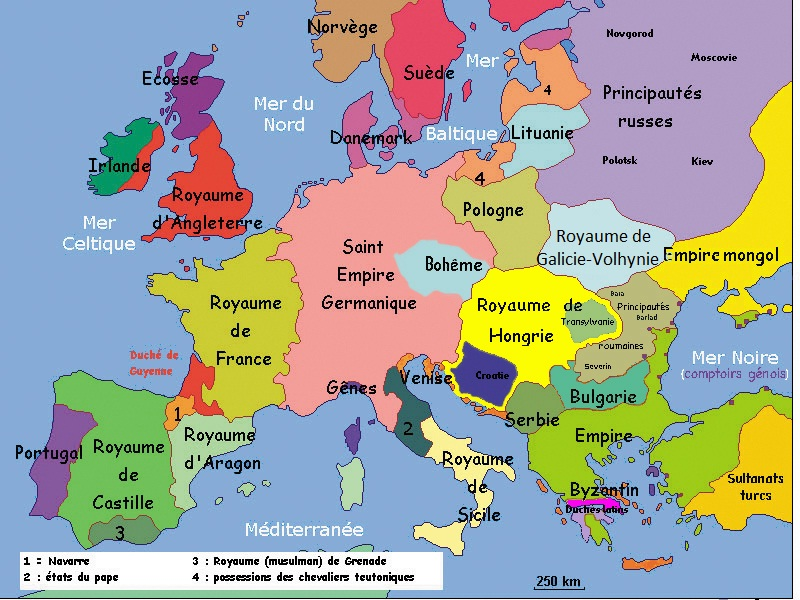
El ducat de Guiana sobre el mapa d'Europa al.

Durant la unió anglo-gascona, els límits del ducat de Guiana van variar seguint els tractats de pau signats entre els reis d'Angleterre i els reis de França, després les vicissituds de la guerra dels Cent Anys. Llavors, la província o govern de Guiana va ser la més gran de les províncies del regne de França, ja que comprenia als segles xvi i xvii el Bordelès, el Vasadès, el Llemosí, el Perigord, el Carcí, el Roergue, l'Agenès, la Santonja, l'Angolemès i Gascunya, deixant de costat el Bearn i la Baixa Navarra. Cal esperar a mitjan segle xvii per a veure destriada la Gascunya de la Guiana, mentre que abans Gascunya sempre era considerada com una part de la Guiana. De llavors ençà, la Guiana pròpiament dita va ser considerada com estant formada pel Bordelès, pel Perigord, la Santonja, el Llemosí, el Carcí i el Roergue, la resta del govern es considerava que era la Gascunya. Aleshores, la Santonja i el Llemosí van ser segregats d'aquest govern per a fer-ne un govern separat, que donà la Guiana i la Gascunya la fisonomia que tenien el 1789. Posteriorment el terme Guiana no va tenir identitat política ni administrativa. Només l'alt Agenès, a la recerca d'una identitat, ha intentat explotar el capital històric de la «Guiana» promovent com a marca el « País de Guyenne» en la part Òlt i Garona de la vall del Dròt. Tanmateix, aquesta accepció està avui en reculada per la de «País del Dròt » (en francès Pays du Dropt) terme de vocació més turística. El nom només subsisteix com a nom d'entitats, societats i clubs.

## Llengua
La llengua vernacular de la Guiena són: l'occità, més precisament el gascó, en les terres que tallen Gascunya (l'oest de la Gironda, una part de l'Òlt i Garona), i el Llenguadocià a la resta del territori: l'Agenès, el Brajairaguès i el Perigord negre o (Sarladès), el Carcí, el Roergue.

## Guiana girondina
L'accepció abans indicada és diferent de la Petita Guiana (o Guiana girondina) corresponent al Bordelès i a l'Entre-deux-Mers, lingüísticament gascons. És a aquesta Guiana girondina que es refereixen les denominacions Sauveterre-de-Guyenne, Miramont-de-Guyenne i Lévignac-de-Guyenne.

## Història

Territori de Guiena segons el tractat de Bretigny

La història antiga de la Guiana no és altra que la història de l'Aquitània.

### Ducat de Guiana
El nom de ducat de Guiana va ser donat al ducat d'Aquitània quan aquest va ser disminuït per les conquestes dels sobirans francesos. El nom Guiena per a referir-se a la regió apareix per primer cop en el tractat de París de 12 d'abril de 1259 i designava Bordeus i la seva comarca, les Landes, el Perigord, el Llemosí i el Carcí, terres que pertanyien en feu al rei d'Anglaterra, però que en tenia el deure d'homenatge al rei de França. El tractat entre el rei de França i Ramon VII de Tolosa cedia la major part del Llenguadoc a França i posava fi a la Croada Albigesa.
Després de la batalla de Castilhon, que va posar fi a la guerra dels Cent Anys, el 1453, aquest territori fou annexat a la corona francesa. Fou donat en assignació a Charles De Valois pel seu germà Lluís XI de França el 1469; el ducat va tornar definitivament a la corona francesa a la mort d'aquest el 1472.

### Província de Guiena
El 1561 la província fou transformada en govern de Guiena amb seu a Bordeus. Fou llavors el govern militar més vast de França (6.744.500 hectàrees - Bearn i Baixa Navarra no inclosos - o sigui aproximadament 1/8 de tot el país): s'estenia cap al sud fins al territori que després fou Espanya; els seus límits al nord i a l'est estaven constituïts per la Santonja, l'Angumois, el Llemosí, el Carcí i el Roergue. La província de Guiena reunia:
- el Bordelès o «Petita Guiena»;
- la part septentrional del Basadès;
- el Perigord;
- la Santonja;
- l'Angoumois;
- el Llemosí
- l'Agenès;
- el Carcí;
- el Roergue;
- el Condomès.

En el moment de la creació de les generalitats, la primera Generalitat de Bordeus fou creada el 1523. Va perdre de manera successiva països i eleccions amb la creació de la Generalitat de Montauban (Carcí i Roergue o alta Guiena) el 1655 i de la generalitat d'Auch el 1716 (Gascunya, que comprenia gairebé tot el territori situat entre la Garona i el seu estuari, i la línia de cresta dels Pirineus, sobretot la regió d'Armanyac, les Landes i el Marsan).
Aquesta divisió es va mantenir fins que després de la Revolució Francesa es va imposar la divisió en departaments; el 1790 la província fou dividida en cinc departaments més o menys complets:
- Gironda (a l'est de la Garona);
- Dordonya;
- Òlt i Garona;
- Òlt
- Avairon (Aveyron).

A aquestos s'afegirà el Tarn i Garona, creat el 1808, i per al qual la Guiena contribuirà en tres quarts. Aquesta divisió acabarà destruint les darreres relacions que unien la baixa Guiena, l'alta Guiena i Gascunya.